# Диксон (Канберра)

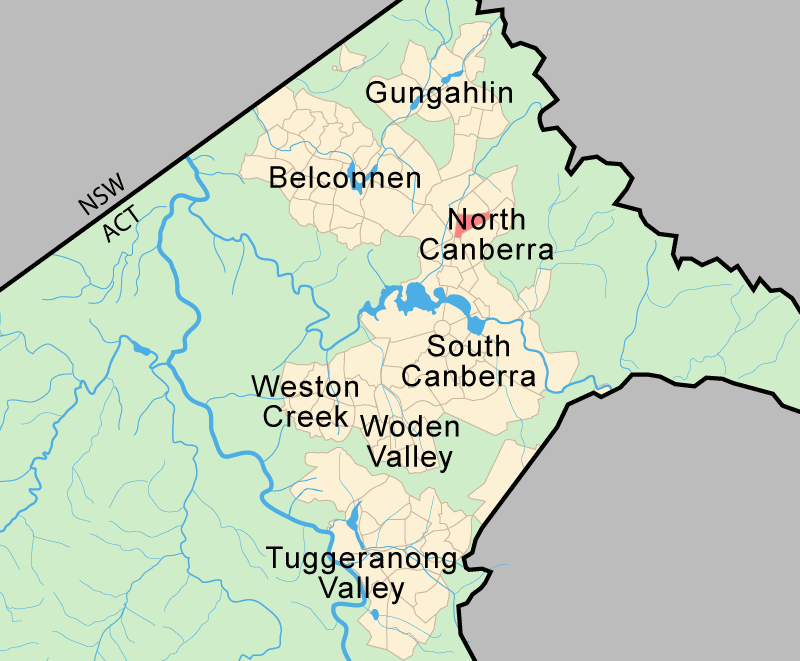
Расположение района Диксон

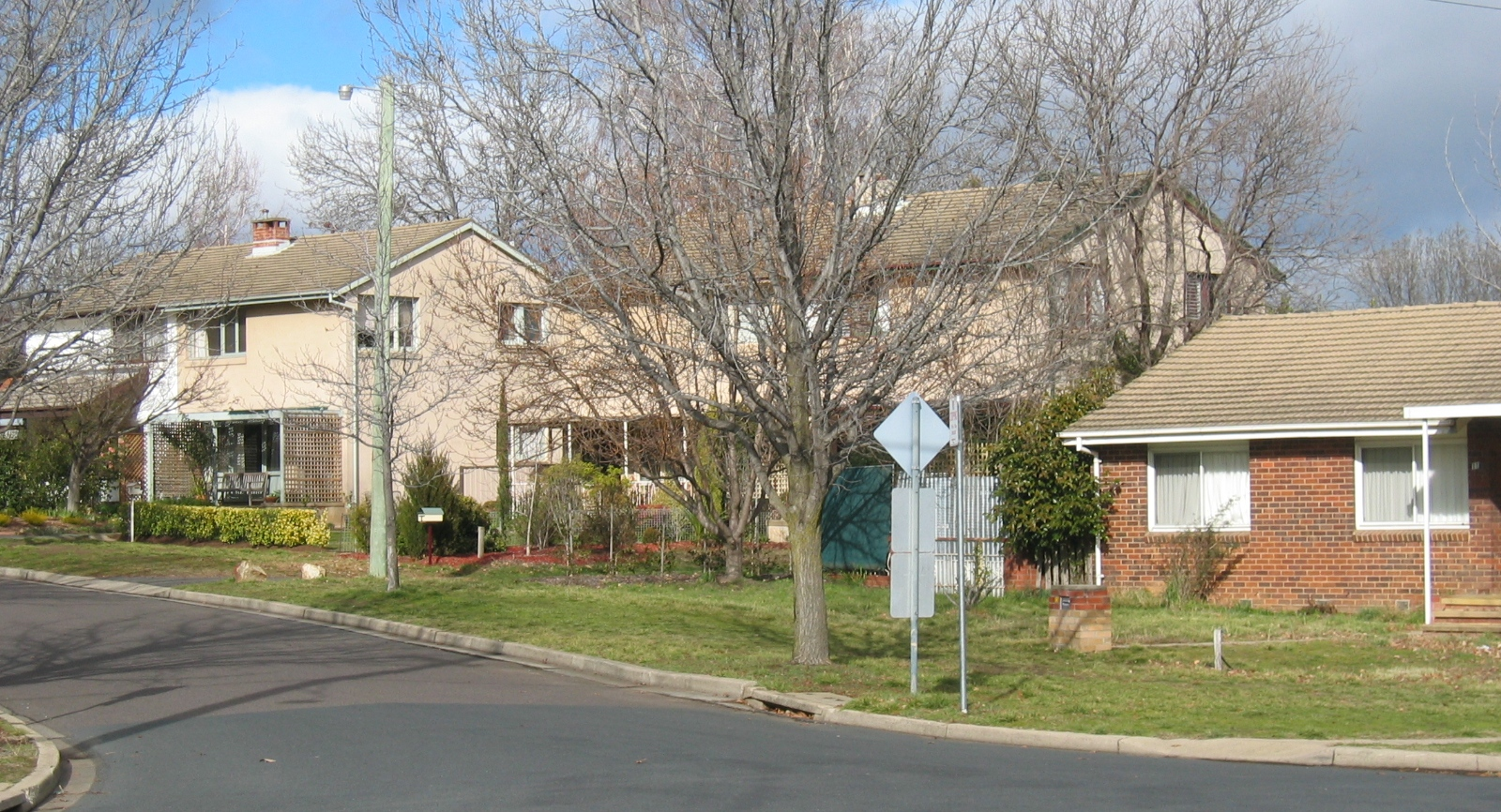
Улица с жилыми домами в Диксоне

Диксон (англ. Dickson) — район в округе Северная Канберра города Канберра, столицы Австралии. Основан в 1928 году. Почтовый индекс 2602. Население Диксона по данным переписи 2006 года составляет 1 947 человек. В районе насчитывается 924 частных домовладения.

## Этимология названия
Район назван в честь сэра Джеймса Диксона (1832—1901) из штата Квинсленд, активного сторонника объединения Австралии и одного из авторов Конституции Австралии. Названия улиц в районе не связаны какой-либо одной тематикой.

## История
На месте нынешней библиотеки Диксон и игровых площадок в 1926-28 годах была небольшая взлётная полоса, носившая название Авиационное поле Нортборн. Это был первый аэропорт Канберры. Диксон был официально основан 28 сентября 1928 года, однако район не был заселён до 1960-х годов. Для района характерны зелёные улицы, отдельные жилые дома и двухэтажные сдвоенные таунхаусы.

## География
Район ограничен авеню Нортборн, улицей Антилл, авеню Филлип, авеню Маджура, авеню Лаймстоун и авеню Вэйкфилд. В Диксоне нет холмов или оврагов. Ручей Салливанс Крик протекает по центру Диксона с востока на запад и служит для стока дождевой воды.

## Достопримечательности

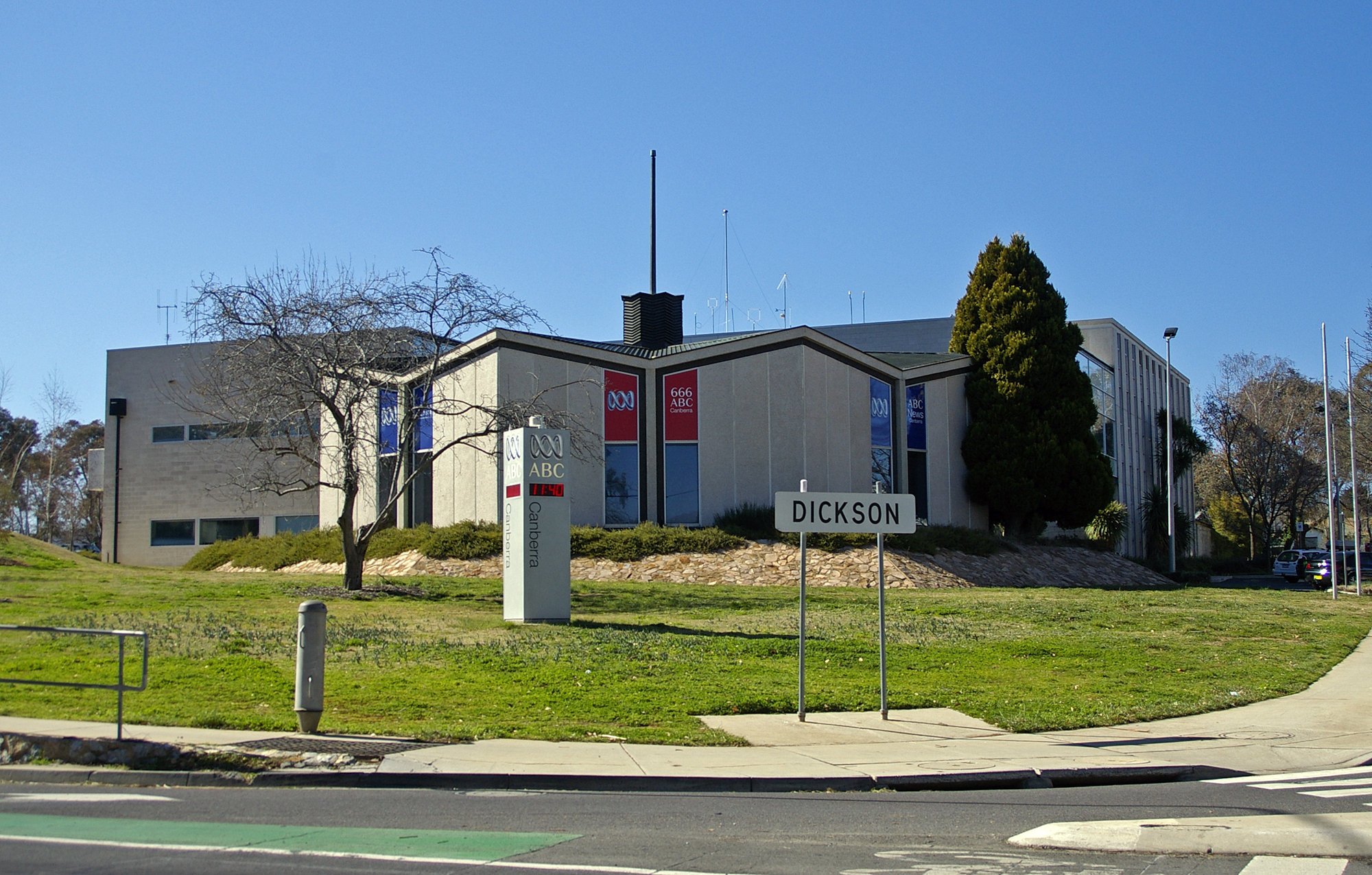
Канберрские студии ABC

В районе расположен крупный коммерческий центр Диксон Центр. Помимо супермаркета в центре имеются станция скорой помощи, офисные здания, множество магазинов и баптистская церковь Диксон.
Также в районе располагаются канберрские радио и телевизионная студии Australian Broadcasting Corporation. Имеется два колледжа: Диксон Колледж, государственная средняя школа, и Дарамалан Колледж, католическая старшая школа. С 1986 по 1997 годы в Диксоне располагалась школа Дарамалан Джуниор.
В Диксоне большие игровые поля, включая несколько стадионов для игры в различные виды спорта (футбол, крикет, регби). Там же проводятся школьные карнавалы, а жители района любят проводить там выходные дни. Эти стадионы являются домашними для Юниорского футбольного клуба Маджура и спортивного клуба Малая атлетика Корробори. Рядом с игровыми полями между рядов сосен, дубов и эвкалиптов проходит пешеходная дорожка, ведущая в торговый центр Диксон. На улице Хоудон до пожара 2010 года располагались клуб Даунер и обсерватория. Половину улицы занимает дренажная канава для стока дождевой воды, поскольку ливни ранее иногда приводили к сильному беспорядку.

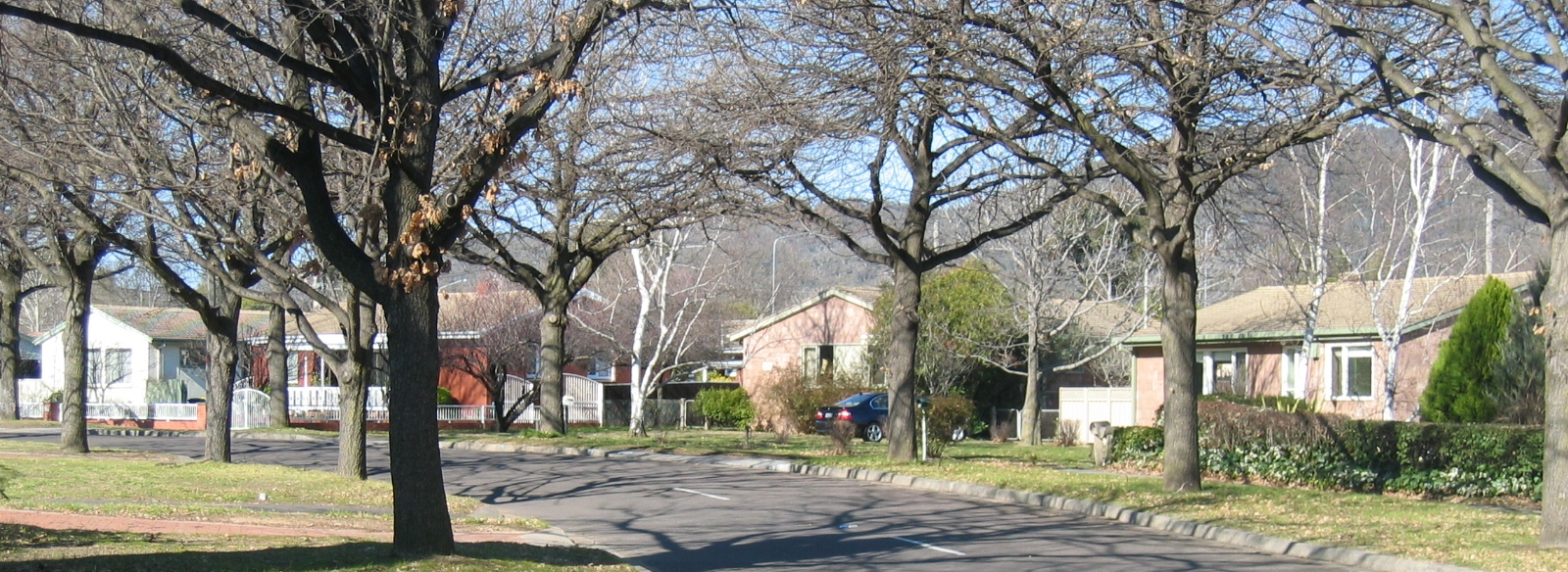
Дома в Диксоне

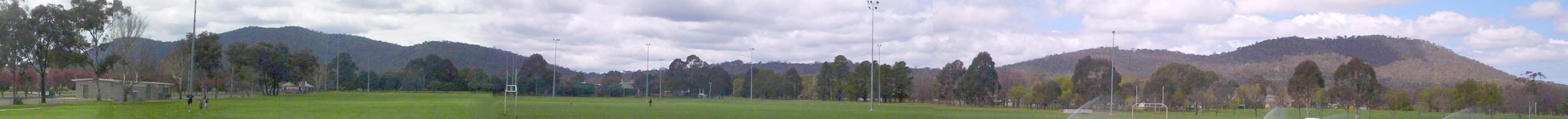
Стадион Диксон, на заднем плане гора Маджура и гора Эйнсли